# امیلیو استوس
امیلیو استوس (به انگلیسی: Emilio Estevez) (زاده ۱۲ مه ۱۹۶۲) هنرپیشه، کارگردان، فیلم‌نامه‌نویس و تهیه‌کننده اهل ایالات متحده آمریکا است.

## بخشی از فیلم‌شناسی
| سال  | فیلم             | نقش                 | توضیحان                  |
| ---- | ---------------- | ------------------- | ------------------------ |
| ۱۹۸۳ | اینک آخرالزمان   | Messenger Boy       | صحنه‌ها حذف شد            |
| ۱۹۸۳ | کابوس‌ها          | جی.جی. کونی         | بخش: اسقف نبرد           |
| ۱۹۷۹ | اینک آخرالزمان   | Messenger Boy       | صحنه‌ها حذف شد            |
| ۱۹۸۳ | بیگانگان         |                     |                          |
| ۱۹۸۴ | شرخر             | Otto Maddox         |                          |
| ۱۹۸۵ | کلوپ صبحانه      | کلوپ صبحانه         |                          |
| ۱۹۸۵ | آتش سنت المو     | Kirby "Kirbo" Keger |                          |
| ۱۹۸۶ | حکمت             | John Wisdom         | کارگردان/نویسنده         |
| ۱۹۸۸ | اسلحه‌های جوان    |                     |                          |
| ۱۹۹۰ | اسلحه‌های جوان ۲  |                     |                          |
| ۱۹۹۰ | مردان در محل کار |                     |                          |
| ۱۹۹۶ | جنگ در خانه      |                     |                          |
| ۱۹۹۶ | مأموریت غیرممکن  | Jack Harmon         | نقش در عنوان بندی نیامده |
| ۲۰۰۰ | ماسه             | Trip                |                          |
| ۲۰۰۰ | رده ایکس         |                     |                          |
| ۲۰۰۶ | آرتور و نامرئی‌ها | Ferryman            | صداپیشه (دوبله انگلیسی)  |

| سال  | عنوان            | نقش                   | توضیحات                           |
| ---- | ---------------- | --------------------- | --------------------------------- |
| ۱۹۹۴ | پخش زنده شنبه شب | میهمان                | Episode: Emilio Estevez/Pearl Jam |
| ۲۰۰۱ | جان بون جووی     | Himself — Interviewee | ویژه تلویزیونی                    |
| ۲۰۰۵ | ذهن‌های مجرم      |                       | کارگردان                          |
| ۲۰۰۸ | دو مرد و نصفی    | Andy                  | اپیزود: The Devil's Lube          |